# 安孔條約

永久割讓：塔拉帕卡大區（黃色）
暫時託管：塔納克省（紫色）及阿里卡省（綠色）

安孔條約（Treaty of Ancón）是指智利與秘魯於1883年10月20日在秘魯首都利馬附近的安孔區所簽署之終戰條約，目的為解決兩國於硝石戰爭後兩國之間存在的領土纷争，並穩定兩國之間的戰後關係。
根據該條約的條款，智利獲得了原屬秘魯之塔拉帕卡大區（Tarapacá）。智利還將託管其征服的塔克納省及阿里卡省十年，之後由全民投票決定它們的歸屬，然而智利政府從未舉行過全民公決。

該條約亦為秘魯保留「智利必須先獲取秘魯授權，才能將前秘魯領土的主權割讓給其他國家」之權力但書；秘魯政府曾於1975年引用該條例，用以否決智利易手與秘魯交界之國土來讓玻利維亞以提供玻國海岸線及一些小港口主權之土地交換提案。

## 後續
最終於1929年，在美國總統赫伯特·胡佛（Herbert Hoover）的調解下，達成《塔克納-阿里卡妥協》（《利馬條約》）,內容如下:
1. 智利依舊擁有阿里卡省所有權。
2. 秘魯重新擁有塔克納省所有權。
3. 秘魯獲得600萬美元之賠償。
4. 智利須於阿里卡省（Arica）修建由秘魯管理的碼頭。